# Skład Sekretariatu KC RKP(b) i WKP(b) 1918–1952
Skład Sekretariatu KC RKP(b) i WKP(b) 1918-1952

## Sekretariat KC RKP(b) wybrany na plenum KC 8 marca 1918
- Jakow Swierdłow (przewodniczący) (zm. 19.03.1919), Jelena Stasowa

## Sekretariat KC RKP(b) wybrany na plenum KC 25 marca 1919
- Jelena Stasowa (sekretarz odpowiedzialny), na plenum 29.11.1919 wybrana na sekretarza KC

22 listopada 1919 na plenum KC wybrani: Nikołaj Krestinski (sekretarz odpowiedzialny) i Jelena Stasowa jako sekretarz KC.

## Sekretariat KC RKP(b) wybrany na plenum KC 5 kwietnia 1920
- Nikołaj Krestinski (sekretarz odpowiedzialny), Jewgienij Prieobrażenski, Leonid Sieriebriakow - sekretarze KC.

## Sekretariat KC RKP(b) wybrany na plenum KC 16 marca 1921
- Wiaczesław Mołotow (sekretarz odpowiedzialny), Wasilij Michajłow, Jemieljan Jarosławski (zwolniony z obowiązków przez plenum KC 8.08.1921) – sekretarze KC.

## Sekretariat KC RKP(b) wybrany na plenum KC 3 kwietnia 1922
- Józef Stalin (sekretarz generalny), Walerian Kujbyszew, Wiaczesław Mołotow - sekretarze KC

## Sekretariat KC RKP(b) wybrany na plenum KC 26 kwietnia 1923
- Józef Stalin – sekretarz generalny. Wiaczesław Mołotow, Jan Rudzutak (zwolniony z funkcji przez Politbiuro 2.02.1924) – sekretarze KC.

14 czerwca 1923 decyzją Politbiura KC RKP(b) zostali wyznaczeni na zastępców sekretarzy KC: Isaak Zielenski i Wasilij Michajłow.
3 lutego 1924 na plenum KC został wybrany na sekretarza KC Andriej Andriejew

## Sekretariat KC  RKP(b) wybrany na plenum KC 2 czerwca 1924
- Józef Stalin- sekretarz generalny. Isaak Zielenski (zwolniony z funkcji 20.08 1924 przez plenum KC), Łazar Kaganowicz (zwolniony z funkcji 30.04 1925 przez plenum KC), Wiaczesław Mołotow – sekretarze KC.

Decyzją Politbiura KC z 12 czerwca 1924  zostali wyznaczeni na zastępców członków Sekretariatu: Nikołaj Antipow, Piotr Załucki, Kławdija Nikołajewa.
20 sierpnia 1924 na plenum KC został wybrany na sekretarza KC Nikołaj Ugłanow
30 kwietnia 1925 na plenum KC został wybrany na sekretarza KC Andriej Bubnow

## Sekretariat WKP(b) wybrany na plenum KC 1 stycznia 1926
- Członkowie:

Józef Stalin – sekretarz generalny. Grigorij Jewdokimow (zwolniony z funkcji przez plenum KC 6-9.04.1926), Stanisław Kosior, Wiaczesław Mołotow, Nikołaj Ugłanow – sekretarze KC
- Zastępcy członków:

Aleksandra Artiuchina, Andriej Bubnow (wybrany sekretarzem KC przez plenum KC 6-9.04.1926), Nikołaj Szwernik (zwolniony z funkcji przez plenum KC 13-16.04.1927).

Na plenum KC 13-16 kwietnia 1927 został wybrany na sekretarza KC Nikołaj Kubiak.

## Sekretariat KC WKP(b) wybrany na plenum KC 19 grudnia 1927
- Członkowie:

Józef Stalin – sekretarz generalny. Stanisław Kosior (zwolniony z funkcji na plenum 4-12.7.1928), Nikołaj Kubiak (zwolniony z funkcji na plenum 6-11.04.1928), Wiaczesław Mołotow, Nikołaj Ugłanow (zwolniony z funkcji na plenum 29.04.1929) – sekretarze KC.
- Zastępcy członków:

Aleksandra Artiuchina, Andriej Bubnow, Iwan Moskwin

Na połączonym plenum KC i CKK WKP(b) 6-11.04.1928 na sekretarza KC został wybrany Aleksandr Smirnow, na zastępcę członka sekretariatu Karl Bauman (wybrany na sekretarza KC na plenum KC 29.04.1929)
4 - 12.07.1928  na plenum KC został wybrany na sekretarza KC  Łazar Kaganowicz
29.04.1929 na plenum KC został wybrany na sekretarza KC Karl Bauman

## Sekretariat KC WKP(b) wybrany na plenum KC 13 lipca 1930
- Członkowie:

Józef Stalin – sekretarz generalny. Karl Bauman (zwolniony z funkcji na plenum KC 29.09-2.10.1932), Łazar Kaganowicz, Wiaczesław Mołotow (zwolniony z funkcji na plenum KC 17-21.12.1930), Paweł Postyszew - sekretarze KC.
- Zastępcy członków:

Iwan Moskwin (zwolniony z funkcji na plenum KC 29.9-2.10.1932), Nikołaj Szwernik.

## Sekretariat  KC WKP(b) wybrany na plenum KC 10 lutego 1934
- Andriej Żdanow, Łazar Kaganowicz, Siergiej Kirow, Józef Stalin – sekretarze KC

1 lutego 1935 na plenum KC został wybrany na sekretarza KC Nikołaj Jeżow
28 lutego 1935 został wybrany  na sekretarza KC Andriej Andriejew

## Sekretariat KC wybrany na plenum KC 22 marca 1939
- Andriej Andriejew, Andriej Żdanow, Gieorgij Malenkow, Józef Stalin – sekretarze KC.

5 maja 1941 na sekretarza KC został wybrany Aleksandr Szczerbakow (zm. 10.05.1945).

## Sekretariat wybrany na plenum KC 18 marca 1946
- Andriej Żdanow (zm. 31.08.1948), Aleksiej Kuzniecow (zwolniony z funkcji obiegiem[1] 28.01.1949),  Gieorgij  Malenkow (zwolniony z funkcji obiegiem 6.05.1946),  Gieorgij Popow (zwolniony z funkcji obiegiem 16.12.1949), Józef Stalin - sekretarze KC.

6.05.1946 obiegiem (bez plenum KC) został wybrany na sekretarza KC Nikołaj Patoliczew, zwolniony z funkcji obiegiem 24.05.1947 
24.05.1947 obiegiem (bez plenum KC)  został  wybrany na sekretarza KC Michaił Susłow
1.07.1948 obiegiem (bez plenum KC)  zostali wybrany na sekretarzy KC: Gieorgij Malenkow i Pantelejmon Ponomarienko
16.12.1949  obiegiem (bez plenum KC) został wybrany na sekretarza KC Nikita Chruszczow